# Axima
Axima – rodzaj błonkówek  z rodziny zagładkowatych. Obejmuje osiem opisanych gatunków.

## Morfologia
Błonkówki te odznaczają się umiarkowanie do silnie poprzeczną, zawsze wyraźnie szerszą od mezosomy głową o wyłupiastych, u grupy noyesi umieszczonych na rurkowatych szypułkach oczach złożonych, umieszczonym powyżej wgłębienia skrobalnego przyoczku przednim, wyraźnie ściętym międzyczułkowym regionie twarzy i bocznie żeberkowanych policzkach. Po bokach ciemienia, między wgłębieniami skrobalnymi a oczami leży para małych ząbków lub dużych wyrostków. Most zapoliczkowy ma nieliczne wyrostki palcowate i pozbawiony jest pośrodkowego pasma ornamentacji. Płytka boczna otworu wielkiego jest od boku wygraniczona w sposób całkowity. Przedplecze ma zaokrąglony środek grzbietu z wyniesioną, niekiedy tworzącą wydatny kolec rzeźbą w pobliżu przedniej krawędzi, a samą przednią krawędź po bokach żeberkowaną. Metapleury cechują się długą półką brzuszną. Pozatułów sięga poza nasady tylnej pary bioder, a kąt między jego grzbietową powierzchnią a osią długą tułowia wynosi około 45°. Stylik jest długi i smukły, w tyle zagięty ku dołowi. Zwarty, lancetowaty gaster ma zredukowane tergity metasomalne od drugiego do czwartego oraz zwykle łatki białych szczecinek na tergitach pozostałych.

## Ekologia i występowanie
Larwy tych błonkówek są ektoparazytoidami. W przypadku A. zabriskiei gospodarzami są gniazdujące w gałęziach zadrzechniowate z podrodzaju Ceratina (Zadontomerus), w przypadku pozostałych gatunków gospodarze pozostają nieznani.
Przedstawiciele rodzaju zamieszkują Nowy Świat, przy czym tylko A. zabriskiei występuje w krainie nearktycznej, a pozostałe gatunki ograniczone są do krainy neotropikalnej.

## Taksonomia
Takson ten wprowadzony został w 1862 roku przez Francisa Walkera z opisanym w tej samej publikacji A. spinifrons jako jedynym gatunkiem. Wprowadzony w 1979 roku przez Carla M. Yoshimoto i Gary’ego A.P. Gibsona rodzaj Aplatoides zsynonimizowany został z Axima w 2007 roku przez Hosseina Lotfalizadeha i innych na podstawie wyników morfologicznej analizy filogenetycznej.
Do rodzaju należy osiem opisanych gatunków sklasyfikowanych w dwóch grupach:
- grupa sinifrons
  - Axima brasiliensis Ashmead, 1904
  - Axima brevicornis Ashmead, 1904
  - Axima koebelei Ashmead, 1904
  - Axima spinifrons Walker, 1862
  - Axima zabriskiei Howard, 1890
- grupa noyesi
  - Axima sidi Arias-Penna, Pape et Krogmann, 2014
  - Axima diabolus (Yoshimoto & Gibson, 1979)
  - Axima noyesi Subba Rao, 1978